# Monument a Lluís Companys (Agullana)

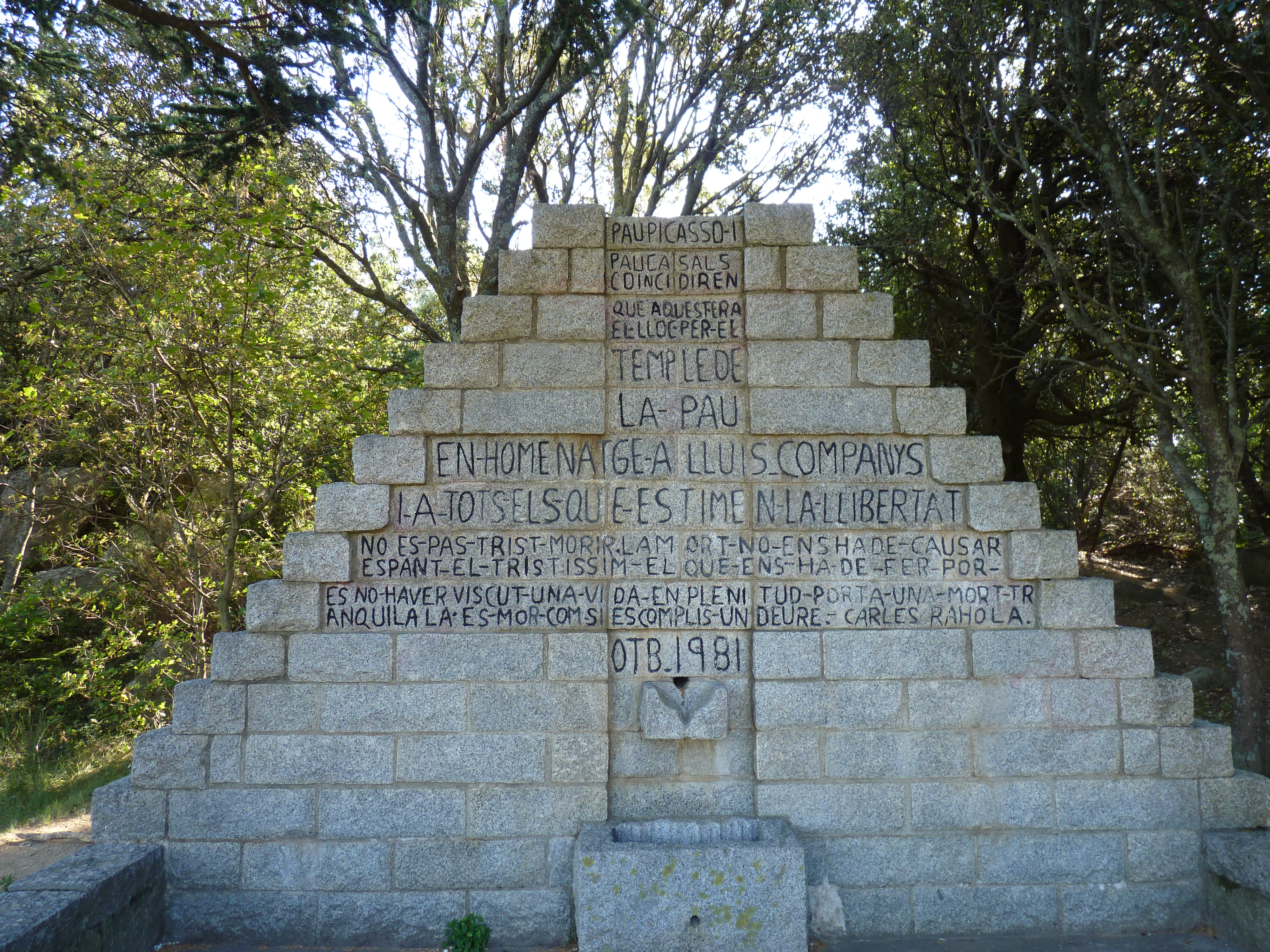
Inscripció en el monument, al capdamunt de l'escalinata

El Monument à Lluís Companys fou erigit en homenatge a Lluís Companys, 123è president de la Generalitat de Catalunya, assassinat el 15 d'octubre del 1940. Està situat al Coll de Manrella, al terme municipal d'Agullana, de l'Alt Empordà, a tocar del límit amb el terme comunal de Morellàs i les Illes, del Vallespir. El lloc fou escollit perquè es de més fàcil accés que el coll de Lli, per on Companys va passar cap a l'exili, junt amb el lehendakari o president del govern autònom basc José María Aguirre.

## Descripció
És un monument en pedra, de grans blocs ben escairats, aixecat al capdamunt d'un pujol. Està format per una escalinata coronada per una paret en forma piramidal. En aquest mur, el joc entre els carreus llisos i encoixinats formen una creu.
És obra del 1979 de l'arquitecte Santiago Boix i Folqué i el picapedrer Lamas, promogut per la comissió d'Actes en Memòria de l'Expresident Companys, per recordar el seu pas cap a l'exili el gener de l'any 1939. Es va inaugurar el 1981, i d'aleshores ençà s'hi fa un acte d'homenatge cada 15 d'octubre, la data del seu afusellament a Montjuïc.
Té les inscripcions següents:
| « | Pau Picasso i Pau Casals coincidiren que aquest era el lloc per al temple de la Pau. En homenatge a Lluís Companys i a tols els que estimen la llibertat. | » |

| « | No és pas trist morir. La mort no ens ha de causar espant. El tristíssim, el que ens ha de fer por, és no haver viscut una vida en plenitud. Porta una mort tranquil·la. Es mor com si es complís un deure. Carles Rahola. OTB 1981. | » |

A prop del coll, i pel camí partint des de l'esquerra del Monument a Lluís Companys, es troba la fita frontera núm. 559, on foren inscrites les paraules següents:
| « | Has canviat d'Estat, però no de nació – Homenatge als promotors del monument, 20 octubre 1996 | » |